# شقندة
شَقُنْدَة ضاحية اشتهرت في أيام الأندلس كانت على مقربة من قرطبة وحدثت فيها معركة شقندة الشهيرة. أما اليوم فهي جزءٌ من مدينة قرطبة.

## الأعلام
من أشهر أعلامها الشقندي